# RPG-18
RPG-18（ロシア語: РПГ-18 "Муха"エールペーゲー・ヴァスィムナーッツァチ「ムーハ（蝿の意）」）は、ソ連が開発した携行用対戦車擲弾発射器で、使い捨てのものである。

## 概要
使い捨てなので装填手を必要としない。RPG-18は通常発射筒を縮めた状態で運搬し、内部管を後方へ引き伸ばしてから発射する。発射筒は表面保護を施されたアルミニウム合金製で、外面に絵入りの取扱説明が書かれている。発射筒を伸ばした後で発射を中断する際には、手動の安全装置を使用する。いったん伸ばした発射筒を再び縮めるためには専門教育を必要とする。ベトナム戦争で鹵獲されたアメリカ製M72 LAWを参考に開発されたとも言われているが定かではない。
最大射程は200mで、そこに到達するのに6秒かかる。飛翔時間が6秒を超えると安全のために弾頭が自爆する。
1972年にソビエト連邦軍に正式採用され、アフガニスタン侵攻などで使用されたが、より高性能なRPG-22に更新されて1990年代前半に退役した。

## 登場作品
ゲーム
『ARMA 2』